# 이브 (2015년 드라마)
이브(Eve)는 2015년 1월 5일부터 2017년 1월 8일까지 방영한 CBBC 드라마이다.

## 방송 시간
| 방송 채널 | 방송 기간                                  | 방송 시간                                   |
| --------- | ------------------------------------------ | ------------------------------------------- |
| EBS 2TV   | 2017년 8월 30일 ~ 2017년 12월 28일(본방송) | 매주 수요일, 목요일 오후 6:00 ~ 6:30 (30분) |
| EBS 2TV   | 2017년 9월 2일 ~ 2017년 12월 31일(재방송)  | 매주 토요일, 일요일 오후 3:30 ~ 4:00 (30분) |

## 한국판 성우진(EBS)
- 김서영: 이브(포피 리 프라이어)
- 남도형: 윌(올리버 울포드)
- 김은아: 릴리
- 이경태: 에이브
- 임채헌: 닉(벤 카트라이트)
- 이소영: 캐서린
- 정유미: 메디(리치 캠벨)
- 이민규: 비브 / 호프런
- 전숙경: 메리(제인 애셔)
- 강호철: 잭
- 홍범기: 그웬런
- 장은숙: 레베카
- 이재범: 케인